# بروكس مكنمارا
بروكس مكنمارا (بالإنجليزية: Brooks McNamara)‏ هو مؤرخ أمريكي، ولد في 1 فبراير 1937 في بيوريا في الولايات المتحدة، وتوفي في 8 مايو 2009 في Doylestown, Pennsylvania ‏ في الولايات المتحدة بسبب ذات الرئة.

## وصلات خارجية
- بروكس مكنمارا على موقع IMDb (الإنجليزية)